# Łysaków (powiat stalowowolski)
Łysaków – wieś w Polsce położona w województwie podkarpackim, w powiecie stalowowolskim, w gminie Zaklików.
W latach 1975–1998 miejscowość należała administracyjnie do województwa tarnobrzeskiego.